# 1833
Cette page concerne l'année 1833 (MDCCCXXXIII en chiffres romains) du calendrier grégorien.
L'année 1833 est une année commune qui commence un mardi.

## Événements
- 6 janvier : l'empereur Nguyễn Minh Mạng proclame la persécution générale contre les chrétiens au Viêt Nam[1].
- 20 février : à la demande du sultan Mahmoud II, les troupes russes débarquent à Constantinople pour aider l’Empire ottoman à contrer les ambitions expansionnistes du pacha d’Égypte, Mehemet Ali[2].
- 5 avril : intervention russe dans la première guerre turco-égyptienne, à la demande du sultan Mahmoud II. Cinq mille hommes débarquent sur la rive asiatique du Bosphore[3].
- 5 mai : la Grande-Bretagne et France imposent au sultan la convention de Koutayeh par laquelle Méhémet Ali obtient le pachalik d’Égypte à titre héréditaire et la Syrie, conquise en 1832 par son fils Ibrahim, à titre viager[2].
- 6 juillet : soulèvement de Saïgon. Soutenue par le Siam, l’insurrection compte parmi ses membres des nobles auxquels leurs titres ne confèrent pourtant aucun droit politique et de nombreux chrétiens[4].
- 8 juillet : avant de retirer son armée de Constantinople, la Russie impose à la Sublime Porte le Traité d'Unkiar-Skelessi qui lui donne une position privilégiée dans l’Empire ottoman. Alliance pour huit ans, clause secrète fermant les Dardanelles à tout navire étranger si la Russie le demande[2].
- 28 août :
  - Slavery Abolition Act : abolition de l'esclavage dans l’empire britannique (entrée en vigueur le 1er août 1834)[5].
  - abolition du monopole de la Compagnie britannique des Indes orientales[6] sous la pression des lobbies commerciaux et financiers de la métropole. Le Royaume-Uni décide de gouverner directement en s’appuyant sur les autorités locales. Les premières provinces à passer sous contrôle direct de la couronne seront le Bengale, le Bihâr et l’Orissa.
- Automne, Japon : début de la Grande famine Tenpō qui dure quatre ans. De nombreuses manifestations et émeutes contre la hausse du prix du riz ont lieu à Edo, Osaka et en province. Le shogounat est contraint de prendre des mesures pour distribuer à bas prix le riz et s’attaquer au monopole des marchands[7].
- Début d'une famine générale en Inde (fin en 1834)[8].
- Des missionnaires français propagent le christianisme en Corée (société des Missions étrangères de Paris).

### Afrique
- 22 février : le pasteur français Eugène Casalis, envoyé par la Société des missions évangéliques de Paris, arrive au Cap. En juin, il se rend chez les Basuto du Lesotho et fonde la mission de Morija le 9 juillet. Il joue un rôle politique et diplomatique considérable auprès du roi Moshoeshoe (Moschech), tout en formant des catéchistes parmi les autochtones et en organisant l’enseignement primaire[9].
- 24 avril : le Code civil français, introduit au Sénégal le 5 novembre 1830, s’augmente d’une précision : toute personne vivant au Sénégal y jouit des droits civiques et politiques des Français[10].
- 5 juin : le commandant des troupes d’Oran Desmichels s’empare d’Arzew[11].
- 21 juillet : reprise de la guerre entre la France et le Trarza au Sénégal après que l’émir Mohamed al-Habib a épousé le 18 juin la linguère du royaume du Waalo Ndieumbeutt Mbodj[12]. Le gouverneur Saint-Germain meurt des suites de fièvres contractées pendant la campagne (18 octobre). Le 30 août 1835, un traité est signé entre le gouverneur du Sénégal Pujol et Mohamed al-Habib qui renonce au trône du Waloo pour lui-même et pour les descendants de son union avec Ndieumbeutt Mbodj[13].
- 28 juillet : Desmichels prend Mostaganem. Abd el-Kader tente vainement de reprendre la ville (2-9 août)[14].
- 18 août : arrivée de la mission de Chakir Effendi à Tripoli. Le sultan ottoman, qui tente de restaurer son autorité dans les régences d’Afrique du Nord, envoie une mission en Tripolitaine, puis à Tunis. Le bey de Tunis propose au représentant ottoman en Tripolitaine le concours de son armée pour renverser le successeur de Youssef Karamanli, ‘Ali Pacha, pour le remplacer par son frère Mustafa, qui n’a pu s’installer à Oran l’année précédente[15].
- 21 septembre : traité commercial entre Zanzibar et les États-Unis, qui obtiennent la clause de la nation la plus favorisée[16]. Le sultan supprime les taxes sur les exportations et réduit à 5 % celles sur les importations.
- 29 septembre - 2 octobre : un corps expéditionnaire envoyé de France débarque à Bougie sous les ordres du général Trézel[17].
- Octobre : le gouverneur portugais de Lourenço Marques, Dionísio Ribeiro, est exécuté sur ordre du roi zoulou Dingane[18]. Dès le 26 juillet, les Zoulous investissent la région de Lourenço Marques au Mozambique où est installée une garnison portugaise. Ils brûlent de nombreux villages environnants. Dès 1834, la baie de Delagoa est contrôlée[19].
- Le trafiquant d’esclave brésilien José Domingo Martinez (ou Domingo José Martins) s’installe à Ouidah et à Porto-Novo sur la côte des Esclaves. Il fait fortune dans le commerce des esclaves entre 1845 et 1850, puis se lance dans le commerce de l’huile de palme jusqu’à sa mort en 1864[20].

### Amérique
- 3 janvier : le Royaume-Uni occupe les îles Malouines[21].
- 4 mars : début du second mandat d'Andrew Jackson, président des États-Unis[22].
- 1er avril : le général Santa Anna devient président du Mexique[23]. Le Mexique change 36 fois de président entre 1833 et 1855.
- 1er-13 avril : des colons américains sécessionnistes se réunissent pour une Convention à San Felipe au Texas sous l’initiative de Stephen F. Austin pour jeter les bases d’un programme dont le but est d’obtenir l’indépendance du Texas. La Constitution prévue s’inspire de celle des États-Unis[24].

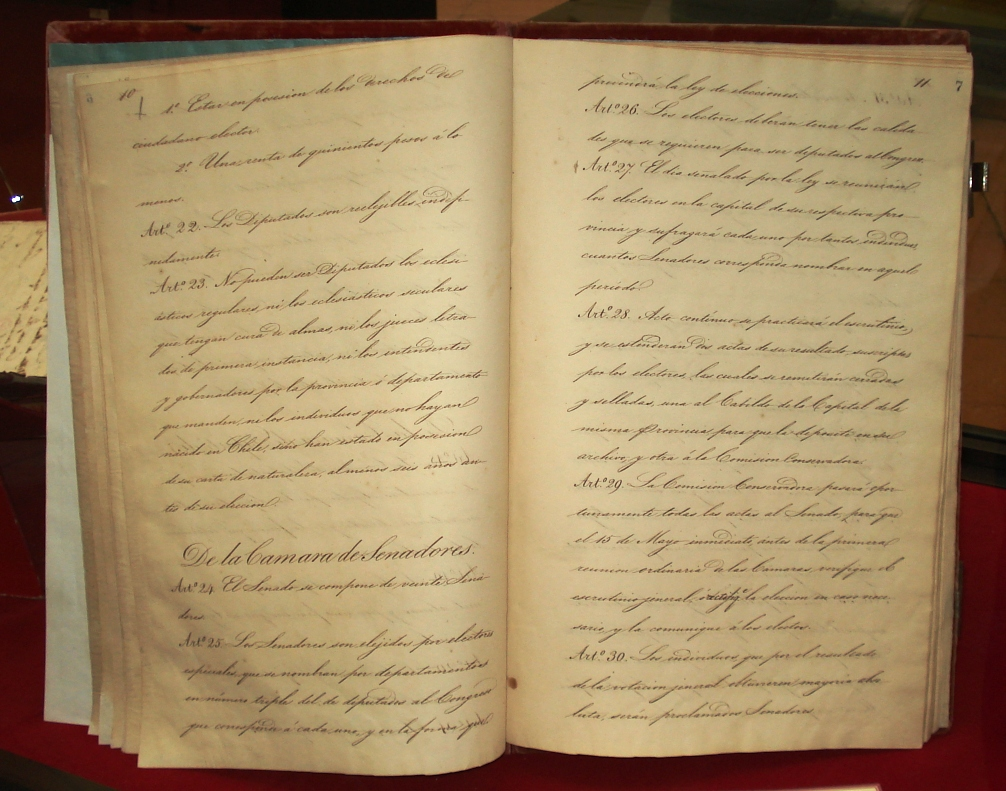
Manuscrit original de la Constitution de la République du Chili, 1833. Archives nationales du Chili.

- 25 mai : publication d’une nouvelle constitution au Chili[25]. Elle symbolise l’ordre oligarchique protégeant les privilèges de l’Église catholique ou de l’aristocratie (majorat) tout en instaurant une démocratie de façade. Tous les cinq ans, des élections truquées permettent d’entériner la relève au pouvoir. Le régime présidentialiste permet à Diego Portales de consolider l’État central.
- Décembre : la Société anti-esclavagiste américaine (American Anti-Slavery Society) est fondée à Philadelphie[26].

### Europe
- 21 janvier : la Diète hongroise (Széchenyi) réclame le remplacement du latin par le hongrois comme langue officielle de l’État (adopté seulement par la Diète de 1844)[27].
- 6 février, Athènes : le prince Othon de Bavière devient le premier roi de Grèce[28].
- 12 février : manifeste annonçant la publication d’un code des lois en 15 volumes en Russie. Essai de systématisation des lois en vigueur[29].
- 21 mars : Sergueï Ouvarov (« autocratie, orthodoxie, esprit national ») devient ministre de l’instruction publique en Russie (1833-1849)[30].

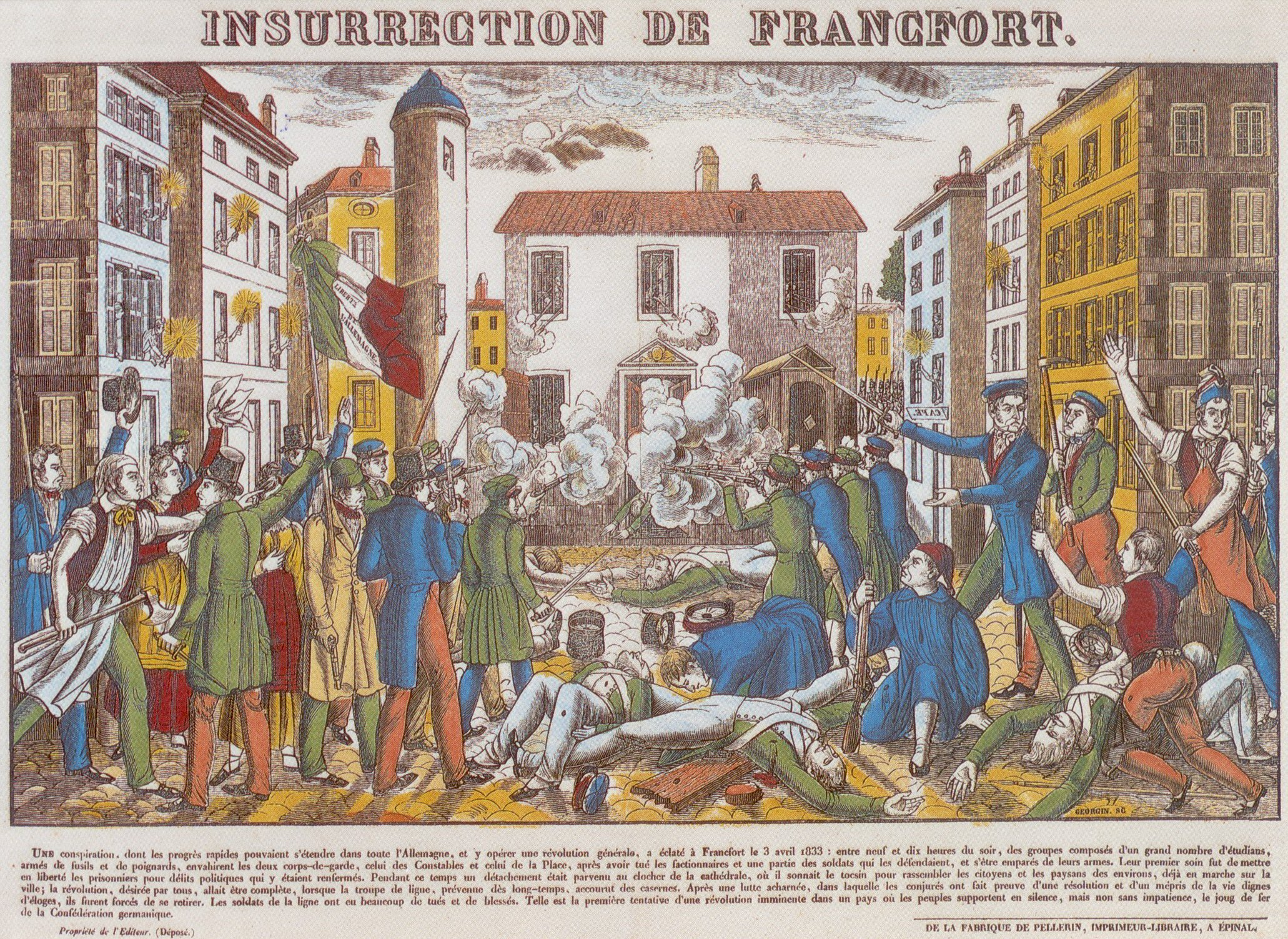
3 avril : insurrection de Francfort

- 3 avril : Frankfurter Wachensturm. Échec d’un soulèvement libéral contre la Diète de Francfort[31]. Une commission de la Diète reçoit le pouvoir d’enquêter pour déjouer les activités révolutionnaires.
- 23 avril : création à Paris de la Société Saint-Vincent-de-Paul par un groupe de laïcs catholiques parmi lesquels se trouvait Frédéric Ozanam .
- 21 mai : convention de Londres entre les Pays-Bas et la Belgique[32]. Les parties s'entendent sur un maintien du statu quo.
- 28 juin, France : Loi Guizot sur l’enseignement primaire[21].
- 5 juillet : bataille du cap Saint-Vincent pendant la guerre civile portugaise[33].
- 8 juillet : traité d'Unkiar-Skelessi entre la Russie et la Turquie. Alliance pour 8 ans, clause secrète fermant les Dardanelles à tout navire étranger si la Russie le demande[3].
- 4 août (23 juillet du calendrier julien) : réorganisation de l’Église grecque, qui devient indépendante de Constantinople[34]. Une ordonnance royale supprime les quatre cinquièmes des monastères et impose les revenus et les biens ecclésiastiques. En affaiblissant la puissance politique et économique de l’Église, l’ordonnance royale soulève la protestation de l’épiscopat qui se constitue en synode indépendant.
- 18 août, guerre civile portugaise : le duc de Saldanha force les absolutistes portugais à lever le siège de Porto[35].
- 16 aout : Séparation de Bâle, en Suisse, à la suite d'une guerre civile dans le canton éponyme.
- 29 août : au Royaume-Uni, le Factory Act limite à 48 heures hebdomadaires l’emploi des enfants[36].

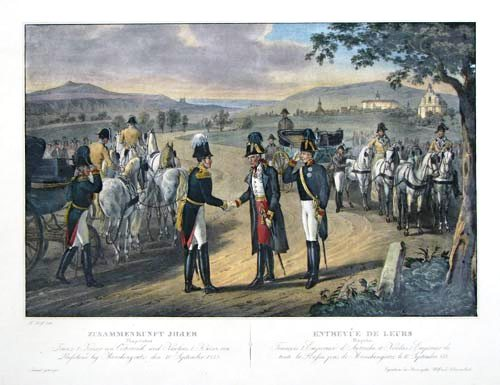
10 septembre : rencontre de François Ier d'Autriche et Nicolas Ier de Russie à Münchengrätz.

- 9 septembre : ouverture à Mnichovo Hradiště en Bohême de la Conférence de Münchengrätz (de)[37]. La Prusse, la Russie et l’Autriche s’entendent pour lutter de concert contre les mouvements révolutionnaires.
- 19 septembre : convention de Münchengrätz entre la Russie et l’Autriche : garantie mutuelle de leurs territoires polonais[38].
- 29 septembre : mort de Ferdinand VII d'Espagne ; début du règne d'Isabelle II d'Espagne sous la régence de sa mère (fin de règne en 1868)[39].
- 2 octobre, Espagne : la loi salique ayant été abolie, la reine Marie-Christine est proclamée régente de sa fille Isabelle II, âgée de trois ans[39]. Elle est soutenue par les libéraux et les centralistes (modérés de Martínez de la Rosa ou progressistes de Baldomero Espartero). Le frère cadet de Ferdinand VII, Charles (don Carlos), invoque la loi salique pour revendiquer la couronne (carlisme). Début d’une crise de succession en Espagne.
- 3 octobre : début du soulèvement carliste à Talavera et à Bilbao[40]. Don Carlos, frère de Ferdinand VII, appuyé par les traditionalistes, partisans d’une royauté théocratique, et les particularistes (catalans, basques, valenciens, navarrais), s’estime souverain légitime sous le nom de Charles V, ce qui entraîne la première guerre carliste (1833-1839).
- 15 octobre : convention de Berlin. Accord secret d’assistance entre la Prusse, l’Autriche et la Russie[41].
- 2 novembre, guerre civile portugaise : victoire des absolutistes portugais à la bataille d'Alcácer do Sal[42].

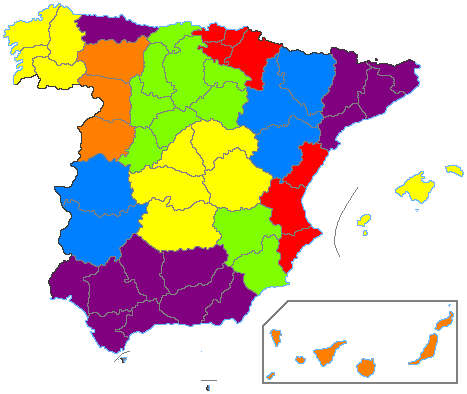
Division administrative de l'Espagne en 1833

- 11 novembre : victoire des troupes libérales du duc de Saldanha sur les absolutistes à la première bataille de Pernes[43].
- 18 novembre : convention de Zonhoven. Point final à la séparation de la Belgique et des Pays-Bas[44].
- 30 novembre : réforme de Javier de Burgos, qui découpe l’Espagne en 49 provinces[45].
- Novembre : annexion à la Serbie des « six districts »[46].

## Naissances en 1833
- 11 janvier : Mikhaïl Klodt, peintre russe († 29 mai 1902).
- 19 janvier : Jules Demersseman, compositeur et flûtiste français († 1er décembre 1866).
- 21 janvier : Edoardo Chiossone, graveur et peintre italien († 11 avril 1898).
- 23 janvier : Carlo Gastini, relieur, enseignant, acteur et poète († 28 janvier 1902).
- 26 janvier : Charles Gosselin, peintre et conservateur de musée français († 24 octobre 1892).
- 5 février : Frantz Liouville, compositeur français († 29 janvier 1901).
- 6 février : José María de Pereda, écrivain espagnol († 1er mars 1906).
- 9 février : Napoleone Verga, peintre italien, spécialiste de miniatures († 1916).
- 10 février : Belisario Salinas, avocat et homme politique bolivien († 17 juillet 1893).
- 13 février : Septime Le Pippre, peintre, aquarelliste et militaire français († 2 janvier 1871).
- 15 février : Carola Sorg, peintre française († 3 février 1923).
- 20 février : Zacharie Astruc, critique d’art, poète, peintre et sculpteur français († 24 mai 1907).
- 6 mars : Henri Rieunier, amiral et homme politique français († 10 juillet 1918).
- 7 mars : Franz Wohlfahrt, professeur de violon et compositeur allemand († 14 février 1884).
- 10 mars : Louis Schoutteten, peintre français († 7 février 1907).
- 15 mars : Géza Fejérváry, général et homme politique hongrois († 25 avril 1914).
- 19 mars : Auguste Allongé, peintre et dessinateur français († 4 juillet 1898).
- 26 mars : 
  - Marie-Abraham Rosalbin de Buncey, peintre et dessinateur français († 19 janvier 1891).
  - Betsy Perk, écrivaine et féministe néerlandaise († 30 mars 1906).
- 28 mars : Henri-Joseph Dubouchet, peintre et graveur français († 1909).
- 17 avril : 
  - Jean-Baptiste Accolay, compositeur et violoniste belge († 19 août 1900).
  - Capitaine George Costentenus, artiste de cirque tatoué, († vers 1894).
- 23 avril : Antoine Vollon, peintre français († 27 août 1900).
- 30 avril : Benedykt Dybowski, zoologiste polonais († 31 janvier 1930).
- 5 mai : Ferdinand von Richthofen, géographe et géologue allemand († 6 octobre 1905).
- 7 mai : Johannes Brahms, compositeur, pianiste et chef d'orchestre allemand († 3 avril 1897).
- 12 mai :
  - Augustin-Pierre-Bienvenu Chenu, peintre français († 9 mai 1875).
  - Gaston Casimir Saint-Pierre, peintre français († 1916).
- 24 mai : Jean-Pierre Boyer-Bazelais, homme politique haïtien († 27 octobre 1883).
- 28 mai : Félix Bracquemond, peintre, graveur et décorateur d'objets d'art français († 27 octobre 1914).
- 14 juin : Alfred François Guès, peintre français († XIXe siècle).
- 20 juin : Léon Bonnat, peintre, graveur et collectionneur d'art français († 8 septembre 1922).
- 7 juillet : Félicien Rops, peintre, aquafortiste, dessinateur, illustrateur et graveur belge († 23 août 1898).
- 9 juillet : 
  - Pierre Dupuis, peintre français († 19 avril 1915).
  - Josipina Turnograjska, écrivaine et compositrice slovène († 1er juin 1854).
- 14 juillet : Kaspar Joseph Brambach, musicien et compositeur allemand († 20 juin 1902).
- 23 juillet : Henri Auguste Burdy, sculpteur et graveur français.
- 27 juillet : Thomas George Bonney, géologue britannique († 10 décembre 1923).
- 29 juillet : Théodore Jourdan, peintre français († 3 janvier 1908).
- 30 juillet : Ernest Michel, peintre français († 28 mai 1902).
- 8 août : Joanny Domer, peintre français († 2 juillet 1896).
- 12 août : Federico Faruffini, peintre italien († 1869).
- 20 août : Paul Chardin, peintre et illustrateur français († 22 février 1918).
- 22 août : Odoardo Borrani, peintre italien († 14 septembre 1905).
- 25 août : Auguste Désiré Saint-Quentin, peintre français († 10 août 1906).
- 28 août : Edward Burne-Jones, peintre britannique († 17 juin 1898).
- 5 septembre : François-Émile Ehrmann, peintre et décorateur français († 29 mars 1910).
- 14 septembre : Francis Edward Bache, organiste et compositeur anglais († 24 août 1858).
- 24 septembre : Édouard Daliphard, peintre français († 11 août 1877).
- 28 septembre : Eugène Le Roux, peintre de genre et de paysage français († 24 janvier 1905).
- 8 octobre : André Theuriet, poète, romancier et auteur dramatique français († 23 avril 1907).
- 14 octobre : William Cusins, pianiste, violoniste, organiste, chef d'orchestre et compositeur anglais († 31 août 1893).
- 19 octobre : Adam Lindsay Gordon, poète, jockey et homme politique britannique († 24 juin 1870).
- 21 octobre : Alfred Nobel, industriel suédois et instigateur des prix Nobel († 10 décembre 1896).
- 2 décembre : Édouard Riou, peintre et illustrateur français († 27 janvier 1900).
- 5 décembre : Choi Ik-hyun, homme politique, écrivain et philosophe néoconfucianiste coréen  († 5 novembre 1906).
- 16 décembre : Károly Lotz, peintre germano-hongrois († 13 octobre 1904).
- 19 décembre : Pierre Miciol, graveur et peintre français († 10 octobre 1905).
- 27 décembre : Larin Paraske, poétesse finlandaise († 3 janvier 1904).
- Date inconnue :
  - Élisa Koch, peintre et pastelliste italienne († 1914).
  - Gianfrancesco Nardi, photographe et peintre italien († 1903).
  - Mohamed Remaoun, mystique, poète et musicien algérien († 1919).
  - Stanislas-Henri Rouart, ingénieur, industriel, peintre et collectionneur français († 2 janvier 1912).
  - Cesare Sighinolfi, peintre et sculpteur italien († 19 janvier 1903).
- Date inconnue :
- Leopoldo Toniolo, peintre italien († 1908).

## Décès en 1833
- 1er janvier : Pavel Brioullo, sculpteur et peintre russe (° 1760).
- 10 janvier : António da Silva Leite,  organiste, guitariste, pédagogue et compositeur portugais (° 23 mai 1759).
- 12 janvier : Antonin Carême, cuisinier français (° 8 juin 1784).
- février : Augustine Cochet de Saint-Omer, peintre française (° 21 janvier 1792).
- 6 février : Pierre André Latreille, entomologiste français (° 20 novembre 1762).
- 6 mars : John Ward 1er comte de Dudley, homme politique britannique (° 9 août 1781).
- 30 mars : Jean-Baptiste Vermay, peintre, scénographe et architecte français (° 15 octobre 1786).
- 14 avril : Joseph-Isidore Bédard, avocat et homme politique canadien (° 9 janvier 1806).
- 10 mai : François Andrieux, homme de loi et académicien français (° 6 mai 1759).
- 12 mai : Philippe-Auguste Hennequin, peintre français (° 10 août 1762).
- 25 mai : Joseph-Marie Flouest, peintre et sculpteur français (° 7 décembre 1747).
- 30 mai : Josef Slavík, violoniste et compositeur tchèque (° 26 mars 1806).
- 20 juin : Philip Knapton, organiste et compositeur de musique classique anglais (° 20 octobre 1788).
- 2 juillet : Gervasio Antonio de Posadas, homme politique et chef d'État espagnol puis argentin (° 18 juin 1757).
- 5 juillet :
  - Franz Paul Grua, compositeur et violoniste allemand d'origine italienne (° 1er février 1753).
  - Joseph Nicéphore Niépce, graveur et inventeur français de la photographie (° 7 mars 1765).
- 6 juillet : Pierre-Narcisse Guérin, peintre français (° 13 mai 1774).
- 29 juillet : William Wilberforce, penseur humaniste britannique, qui combattit l’esclavage au sein de la « secte de Clapham » (° 24 août 1759).
- ? août : Andrew Cochrane-Johnstone, militaire puis homme politique britannique (° 24 mai 1767).
- 10 septembre : Juan José Paso,  juriste et homme politique espagnol puis argentin (° 2 juin 1758).
- 11 septembre : Félix Auvray, peintre, écrivain et caricaturiste français (° 31 mars 1800).
- 14 septembre : John Andrew Stevenson, compositeur irlandais (° 1761).
- 21 octobre : Pierre Chapt de Rastignac, militaire et homme politique français (° 7 juillet 1769).
- 25 octobre : Félix Louis L'Herminier, pharmacien et naturaliste français (° 18 mai 1779).
- 8 novembre : Maximilian Stadler, compositeur, musicographe et pianiste autrichien (° 4 août 1748).
- 4 décembre : William Danby, écrivain anglais (° 1752).
- 19 décembre : Miguel de Azcuénaga, militaire et homme politique argentin (° 4 juin 1754).
- Date inconnue :
- Abu al-Qasim al-Zayyani, chroniqueur marocain (° 1734).